# Ontwaken van Jakob
Het Ontwaken van Jakob is een compositie van de Poolse componist Krzysztof Penderecki. Bijzonder aan dit werk is het gebruik van 12 ocarina's. Tijdens de jaren dat Penderecki dit werk componeerde was er in Polen sprake van een onderdrukking van het katholicisme, wat nooit geheel slaagde. Penderecki componeerde veel muziek op basis van de Bijbel, en dit is er een van. De componist had Genesis 28 regel 16 in gedachten: Toen werd Jakob wakker. ‘Dit is zeker,’ zei hij, ‘op deze plaats is de Heer aanwezig. Dat besefte ik niet.’

## Compositie
Om de titel en bedoeling te vertalen naar de muziek is lastig, bij onvoldoende Bijbelkennis. De uitleg met die kennis vooraf is dat Jakob wakker wordt in een paradijselijke wereld. Alles is nog ongeschonden. Het licht straalt je tegemoet en de lucht is zwanger van een zeer mooie en gelukkige tijd. De ocarina’s zorgen voor een achtergrond, waarbij het suist in je oren van de mooie geluiden, die je niet meer kan verdringen. Overgang van het aardse en de Hemel is niet zichtbaar; het is te licht. Alles bij elkaar klinkt het sacraal.
Een alternatieve versie zonder voorkennis kan zijn: Jakob wordt wakker in een surrealistische wereld. Fluitende tonen, dissonanten en opbouw doen sterk denken aan een eerder werk van hem: Threnos, een compositie ter nagedachtenis aan de slachtoffers van het bombardement van Hiroshima. Het is alsof je in de hel op aarde terecht bent gekomen. De ocarina’s zorgen soms voor een achtergrond, waarbij je haren te berge rijzen, ze zijn namelijk moeilijk te stemmen en dus lastig op elkaar en het overige orkest af te stemmen. Het geeft een zeer morbide klank aan het stuk.
De première van het werk werd gegeven tijdens een concert ter gelegenheid van 30-jaar bewind van Reinier III van Monaco. Stanisław Skrowaczewski leidde op 14 augustus 1974 het operaorkest van Monte Carlo.
NB: De compositie is ook bekend onder de naam De Droom van Jakob. Het lemma geeft de juiste vertaling van de Poolse titel.

## Bron en discografie
- Uitgave : Polskie Nagrania; Pools Nationaal Radio-Symfonieorkest o.l.v. Antoni Wit
- Uitgave : Chandos: Koninklijk Filharmonisch Orkest van Stockholm o.l.v. de componist
- Uitgave : Naxos: Warschau Filharmonisch Orkest o.l.v. Antonin Wit (opname 2008)